# Ochi-dong
Ochi-dong (koreanska: 오치동) är en stadsdel i stadsdistriktet Buk-gu i staden Gwangju i den sydvästra delen av Sydkorea,  260 km söder om huvudstaden Seoul.

## Indelning
Administrativt är Ochi-dong indelat i:
| Namn    | Namn            | Yta km² | Invånare 31 dec 2020 |
| ------- | --------------- | ------- | -------------------- |
| 오치1동 | Ochi 1(il)-dong | 2,18    | 11 573               |
| 오치2동 | Ochi 2(i)-dong  | 0,75    | 12 798               |